# Varazdat Harojan
Varazdat Harojan (Jereván, 1992. augusztus 24. –) örmény válogatott labdarúgó, aki általában középső védőként játszik.

## Pályafutása

### Klubcsapatokban
A pályafutását a Pjunik Jerevan együttesében kezdte. 2009-ben felkerült az első csapatba. A bemutatkozó szezonjában megnyerte az első örmény bajnoki címét és az első örmény kupáját. 2010-ben a Pjunik állandó kezdőjátékosa lett, ahol újabb dupla győzelmet aratott. A 2012–13-as, a 2013–14-es és a  2014–15-ös szezonban újra kupagyőztesek lettek. Az örmény szuperkupát kétszer szerezték meg: 2010-ben és 2011-ben.
2016-ban az iráni Shahr Khodro FC klubhoz igazolt. 2016. július 26-án mutatkozott be az iráni profi ligában a Szepáhán FC elleni idegenbeli 1–0-s győzelem során. Egy évig játszott a Shahr Khodro csapatában.
2017 nyarán az orosz Ural Jekatyerinburg együtteséhez került. Itt 2017. július 23-án szerepelt először a Gyinamo Moszkva elleni 1–0-ra megnyert idegenbeli találkozón. 2020 nyaráig játszott a Jekatyerinburgban.
2020 októberében az FC Tambovhoz igazolt. 2020. október 18-án mutatkozott be a Rotor Volgograd elleni 2–0-s idegenbeli győzelem során.
2021 elején a kazak Asztana FK játékosa lett, március 13-án a Turan Turkesztán elleni hazai 2–2-es döntetlen során játszott itt először.
2021 júliusában csatlakozott a Cádizhoz, ahol augusztus 14-én debütált a Levante elleni hazai 1–1-re végződő mérkőzésen.
2022. július 12-én aláírt a ciprusi Anórthoszi Ammohósztu együtteséhez. Ezt követően még ebben az évben visszatért az Asztanához. Második időszaka a kazak klubnál a következő év januárjában ért véget, és februárban a kínai Csingtao West Coast FC csapatához szerződött.
2025. január 24-én hivatalossá tették visszatérését a Pjunik Jerevánhoz.
2025. július 10-én az NB I-ben szereplő Kolorcity Kazincbarcika bejelentette, hogy szerződtette az örmény válogatott csapatkapitányát.

### A válogatottban
2011. augusztus 10-én Kaunasban  játszott először az örmény válogatottban a Litvánia elleni barátságos mérkőzésen.

## Statisztika

### A válogatottban
Frissítve: 2025. június 9-én.
| Válogatott   | Év       | Mérk | Gólok |
| ------------ | -------- | ---- | ----- |
| Örményország | 2011     | 1    | 0     |
| Örményország | 2012     | 1    | 0     |
| Örményország | 2013     | 5    | 0     |
| Örményország | 2014     | 9    | 0     |
| Örményország | 2015     | 2    | 0     |
| Örményország | 2016     | 8    | 1     |
| Örményország | 2017     | 5    | 1     |
| Örményország | 2018     | 10   | 0     |
| Örményország | 2019     | 9    | 0     |
| Örményország | 2020     | 5    | 0     |
| Örményország | 2021     | 8    | 1     |
| Örményország | 2022     | 8    | 0     |
| Örményország | 2023     | 8    | 0     |
| Örményország | 2024     | 10   | 1     |
| Örményország | 2025     | 3    | 0     |
| Összesen     | Összesen | 92   | 4     |

## Sikerei, díjai
Pjunik Jereván
- Örmény bajnokság (3): 2009, 2010, 2014–15
- Örmény kupa (5): 2009, 2010, 2012–13, 2013–14, 2014–15
- Örmény szuperkupa (3): 2010, 2011, 2015

### Egyéni
- Az év örmény labdarúgója: 2021